# Politique dans la Haute-Marne
Le département français de la Haute-Marne est un département créé le 4 mars 1790 en application de la loi du 22 décembre 1789, à partir des anciennes provinces de Champagne, de Bourgogne et de Bar. Les 426 actuelles communes, dont presque toutes sont regroupées en intercommunalités, sont organisées en 17 cantons permettant d'élire les conseillers départementaux. La représentation dans les instances régionales est quant à elle assurée par 6 conseillers régionaux. Le département est également découpé en 2 circonscriptions législatives, et est représenté au niveau national par deux députés et deux sénateurs. 

## Représentation politique et administrative

### Préfets et arrondissements

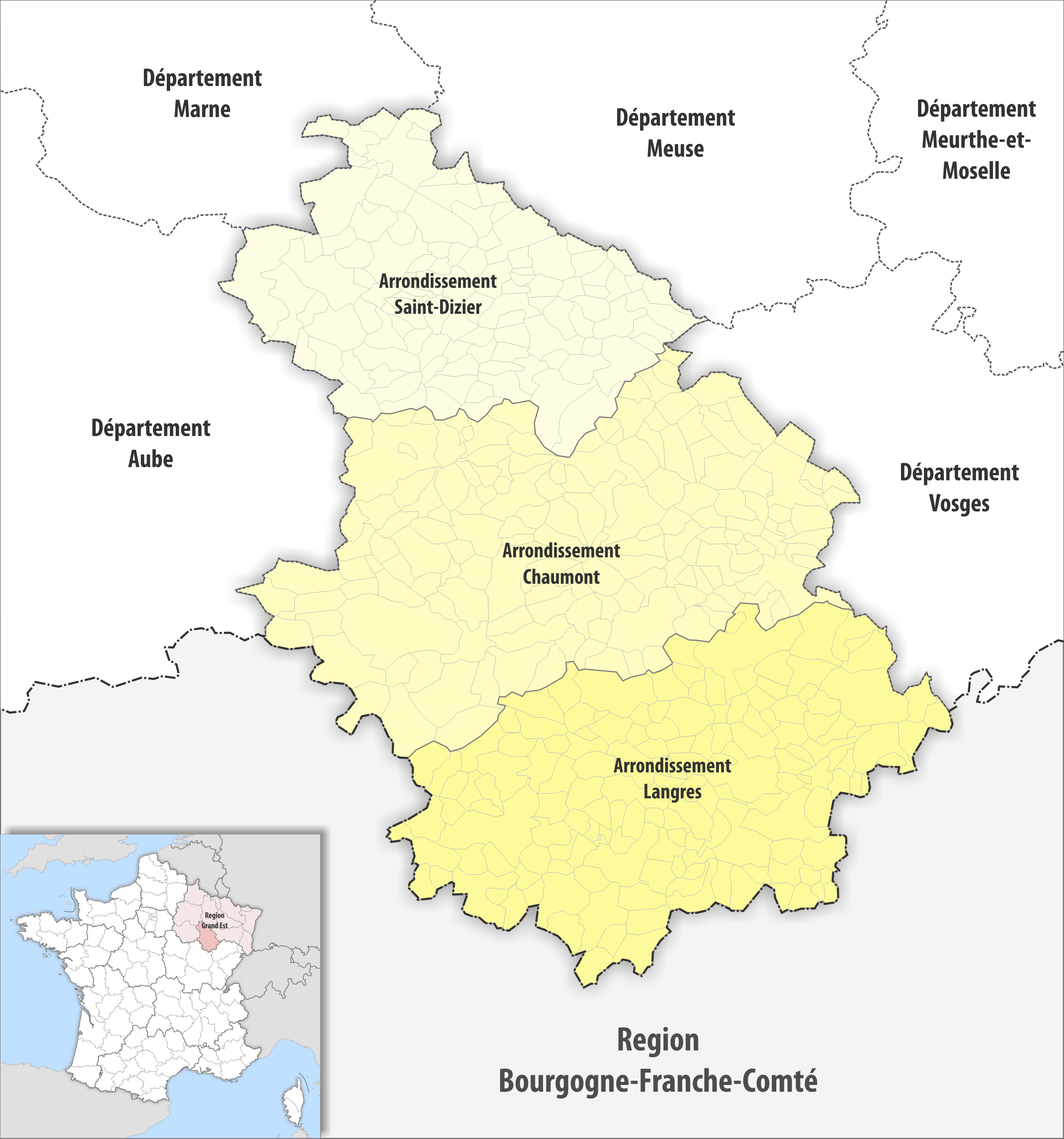
Arrondissements

La préfecture de la Haute-Marne est localisée à Chaumont. Le département possède en outre deux sous-préfectures à Langres et Saint-Dizier.

### Députés et circonscriptions législatives

Circonscriptions et affiliations à l'issue des élections de 2024.

| Circ. | Nom                     |  | Parti | Groupe                 | Suppléant        |
| ----- | ----------------------- |  | ----- | ---------------------- | ---------------- |
| 1re   | Christophe Bentz        |  | RN    | Rassemblement national | Corinne Becoulet |
| 2e    | Laurence Robert-Dehault |  | RN    | Rassemblement national | David Gouverneur |

### Sénateurs
| Nom                |  | Parti | Groupe           | Autres mandats (passés ou actuels) |
| ------------------ |  | ----- | ---------------- | ---------------------------------- |
| Anne-Marie Nédélec |  | LR    | Les Républicains | Ancien maire de Nogent             |
| Bruno Sido         |  | LR    | Les Républicains |                                    |

### Conseillers départementaux

Cantons et affiliations à l'issue des élections de 2021.

| Canton              | Conseiller Sortant       | Parti | Parti | Conseiller Élu           | Parti | Parti |
| ------------------- | ------------------------ | ----- | ----- | ------------------------ | ----- | ----- |
| Bologne             | Brigitte Fischer-Patriat |       | LR    | Brigitte Fischer-Patriat |       | LR    |
| Bologne             | Nicolas Lacroix          |       | LR    | Nicolas Lacroix          |       | LR    |
| Bourbonne-les-Bains | André Noirot             |       | LR    | Sylviane Denis           |       | LR    |
| Bourbonne-les-Bains | Mireille Ravenel         |       | LR    | Elie Perriot             |       | LR    |
| Chalindrey          | Bernard Gendrot          |       | LR    | Bernard Gendrot          |       | LR    |
| Chalindrey          | Véronique Michel         |       | DVD   | Véronique Michel         |       | DVD   |
| Châteauvillain      | Marie-Claude Lavocat     |       | DVD   | Marie-Claude Lavocat     |       | DVD   |
| Châteauvillain      | Stéphane Martinelli      |       | DVD   | Stéphane Martinelli      |       | DVD   |
| Chaumont-1          | Karine Colombo           |       | DVD   | Karine Colombo           |       | DVD   |
| Chaumont-1          | Gérard Groslambert       |       | DVD   | Gérard Groslambert       |       | DVD   |
| Chaumont-2          | Céline Brasseur          |       | LR    | Céline Brasseur          |       | LR    |
| Chaumont-2          | Paul Fournié             |       | LR    | Paul Fournié             |       | LR    |
| Chaumont-3          | Catherine Pazdzior       |       | DVD   | Catherine Pazdzior       |       | DVD   |
| Chaumont-3          | Patrick Viard            |       | DVD   | Patrick Viard            |       | DVD   |
| Eurville-Bienville  | Nicolas Convolte         |       | RN    | Dominique Mercier        |       | DVD   |
| Eurville-Bienville  | Nadine Marchand          |       | RN    | Marie-Laure Parison      |       | DVD   |
| Joinville           | Astrid Huguenin          |       | DVD   | Astrid Di Tullio         |       | DVD   |
| Joinville           | Bertrand Ollivier        |       | DVD   | Bertrand Ollivier        |       | DVD   |
| Langres             | Anne Cardinal            |       | PS    | Dominique Thiebaud       |       | DVD   |
| Langres             | Nicolas Fuertes          |       | PS    | Dominique Viard          |       | DVD   |
| Nogent              | Michel André             |       | DVD   | Michel André             |       | DVD   |
| Nogent              | Anne-Marie Nédélec       |       | DVD   | Anne-Marie Nédélec       |       | DVD   |
| Poissons            | Fabienne Schollhammer    |       | LR    | Fabienne Schollhamer     |       | LR    |
| Poissons            | Damien Thiériot          |       | LR    | Damien Thiériot          |       | LR    |
| Saint-Dizier-1      | Luc Hispart              |       | DVD   | Michel Karakula          |       | RN    |
| Saint-Dizier-1      | Laurence Robert-Dehault  |       | RN    | Laurence Robert-Dehault  |       | RN    |
| Saint-Dizier-2      | Jean-Michel Feuillet     |       | LR    | Franck Raimbault         |       | DVD   |
| Saint-Dizier-2      | Élisabeth Robert-Dehault |       | LR    | Domitilhe Guinoiseau     |       | LR    |
| Saint-Dizier-3      | Rachel Blanc             |       | DVD   | Rachel Blanc             |       | DVD   |
| Saint-Dizier-3      | Mokhtar Kahlal           |       | DVD   | Mokhtar Kahlal           |       | DVD   |
| Villegusien-le-Lac  | Jean-Michel Rabiet       |       | LR    | Jean-Michel Rabiet       |       | LR    |
| Villegusien-le-Lac  | Yvette Rossigneux        |       | LR    | Magali Cartagena         |       | DVD   |
| Wassy               | Laurent Gouverneur       |       | DVD   | Laurent Gouverneur       |       | DVD   |
| Wassy               | Anne Leduc               |       | DVD   | Anne Leduc               |       | DVD   |

### Conseillers régionaux
Présidence : Jean Rottner (Haut-Rhin)
|            | Parti     | Siège |
| ---------- | --------- | ----- |
| Majorité   |           |       |
|            | LR-UDI-LC | 4     |
| Opposition |           |       |
|            | RN        | 1     |
|            | ÉCO       | 1     |

### Maires

Carte des 426 communes de la Haute-Marne au 1er janvier 2022.

| Commune      | Maire              |  | Parti | Élection | Population |
| ------------ | ------------------ |  | ----- | -------- | ---------- |
| Chaumont     | Christine Guillemy |  | MoDem | 2020     | 21 770     |
| Saint-Dizier | Quentin Brière     |  | LR    | 2020     | 23 085     |